# 欧州自由同盟
欧州自由同盟（おうしゅうじゆうどうめい、英語：European Free Alliance, 略称：EFA）は、地方主義を最大の政治目標に掲げる欧州規模の政党。ヨーロッパ各国の地域政党が組織した国際政党であり、加盟政党の多くは自地域が所属国家から分離する事（分離独立）、もしくはより穏当に地方分権の推進や連邦制移行による自治権拡大などを求めている。
欧州議会においては環境政党からなる欧州緑の党と友好関係を結び、統一会派「欧州緑グループ・欧州自由連盟」（The Greens–European Free Alliance、Greens–EFA）を組織している。
加盟政党の中では新フラームス同盟（ベルギー北部・フランデレン地域）、ガリシア民族主義ブロック（スペイン・ガリシア州）、メス・コンプロミス（スペイン・バレンシア州）、カタルーニャ共和主義左翼（スペイン・カタルーニャ州）が欧州議会において議席を得ている。このほか、バスク地方とドイツ選出の欧州議会議員が個人資格で参加している。